# Генеральний поліс
Генеральний поліс - страховий загальний  поліс , умовами якого передбачено страхування багаторазового почергового транспортування великих партій вантажів у зазначених розмірах відповідальності страховика. Про кожен факт відвантаження за Г.п.  страхувальник  повинен повідомити страховика, зазначивши основні реквізити: назву і кількість вантажу, назву транспортного засобу, маршруту, страхову суму .

## Основні умови генерального поліса
- предметом страхування за генеральним полісом може бути тільки майно;
- застраховане майно має складатися з кількох партій;
- для страхування однорідного майна встановлюються подібні умови;
- договір страхування  укладається на певний строк;
- генеральний поліс повинен містити всі істотні умови договору;
- генеральний поліс повинен містити умову про термін дії договору страхування щодо окремої партії майна.

## Відмінні особливості
Відмінною особливістю генерального поліса порівняно із звичайним страховим полісом є те, що страхується майна, страхова сума, страхова премія не визначаються в генеральному полісі конкретно для кожної партії майна, а визначаються на основі відомостей, які повідомляє страхувальник страховикові в подальшому при необхідності страхування конкретної партії майна. При цьому всі інші істотні умови страхування майна є незмінними відповідно до генерального полісом
Відповідно до положень п. 2 ст. 941 ЦК страхувальник зобов'язаний повідомляти передбачені генеральним полісом відомості страховикові у встановлені терміни.
Від даного обов'язку страхувальник не звільняється навіть у тих випадках, коли до моменту отримання таких відомостей ймовірність можливих збитків, що підлягають відшкодуванню страховиком, вже минула. При цьому забезпеченні страхувальник повинен повідомляти відомості про найменування та вартості товарів, про обраних умови і термін страхування для кожної партії. Якщо обов'язкові відомості у встановленому договором порядку не були представлені страхувальником умисно, страховик має право відмовити в страховому відшкодуванні.
На вимогу страхувальника страховик зобов'язаний видавати  страхові поліси  за окремим партіям майна, що під дію генерального поліса. У разі невідповідності змісту страхового поліса генеральному полісу перевага віддається страховому полісу.

## Види генерального поліса
- А. Поліс, за умовами якого вважаються застрахованими всі отримувані або відправляються вантажі протягом певного часу в певних розмірах відповідальності страховика.
- Б. Поліс, за умовами якого протягом деякого періоду страхувальник передає, а страховик приймає на страхування на обговорених умовах всі відповідають договором об'єкти.